# إيرل غاردنر
إيرل غاردنر (بالإنجليزية: Earl Gardner)‏ هو عازف جاز أمريكي، ولد في 19 أبريل 1950 في نيويورك في الولايات المتحدة.

## وصلات خارجية
- إيرل غاردنر على موقع ميوزك برينز (الإنجليزية)
- إيرل غاردنر على موقع أول ميوزيك (الإنجليزية)
- إيرل غاردنر على موقع ديسكوغز (الإنجليزية)